# Ángeles de papel
Ángeles de papel (título original: Paper Angels) es un telefilme canadiense de drama de 2014, dirigido por David Winning, escrito por Bryar Freed, está basado en un libro de Jimmy Wayne y Travis Thrasher, musicalizado por Russ Howard III, en la fotografía estuvo Anthony C. Metchie y los protagonistas son Matthew Settle, Rustin Gresiuk y Josie Bissett, entre otros. Este largometraje fue producido por Johnson Production Group y Annuit Coeptis Entertainment II; se estrenó el 16 de noviembre de 2014.

## Sinopsis
Una mujer abusada deja a su marido alcohólico y se va con sus hijos a otro pueblo, donde sus vidas se entrecruzan con las de otra familia que también sufre una realidad adversa.